# Вільний університет Брюсселя
Брюссельський вільний університет (фр.: [y.ni.vɛʁ.si.te libʁ də bʁysɛl]; англ. Université libre de Bruxelles, скорочено ULB) — франкомовний дослідницький університет у Брюсселі, Бельгія. ULB є одним із двох закладів, які ведуть своє походження від Вільного університету Брюсселя, заснованого в 1834 році бельгійським юристом П'єром-Теодором Верхагеном.
Розкол стався за мовною ознакою, утворивши франкомовний ULB у 1969 році та голландськомовний Брюссельський вільний університет у 1970 році. Великий науково-дослідний центр, відкритий для Європи та світу, має близько 24 200 студентів, 33% з яких приїхали з-за кордону, і настільки ж космополітичний персонал.

## Назва
У Брюсселі є два університети, назви яких англійською мовою означають Вільний університет Брюсселя: франкомовний Université libre de Bruxelles та голландськомовний Брюссельський вільний університет. Жоден не використовує англійський переклад, оскільки він неоднозначний.

## Історія

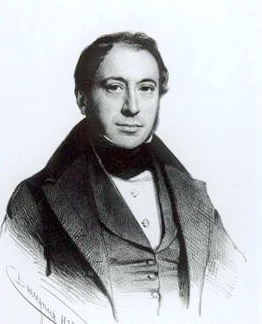
Портрет Теодора Верхагена, засновника ULB

Коли Бельгійська держава була утворена в 1830 році дев'ятьма провінціями, що відкололися від Королівства Нідерландів, вона мала три державні університети в Генті, Льєжі та Льовені, але жодного університету в новій столиці, Брюсселі. Оскільки уряд не бажав фінансувати ще один державний університет, група масонів та інтелектуалів на чолі з П’єром-Теодором Верхагеном і Огюстом Бароном планувала створити приватний університет, що було дозволено Конституцією Бельгії. Після того як католицька церква спонсорувала заснування Католицького університету Мехліна в 1834 році, 20 листопада 1834 року відкрився Université libre de Belgique ( Вільний університет Бельгії ). У 1836 році він змінив назву на Université libre de Bruxelles . 

## Кампуси

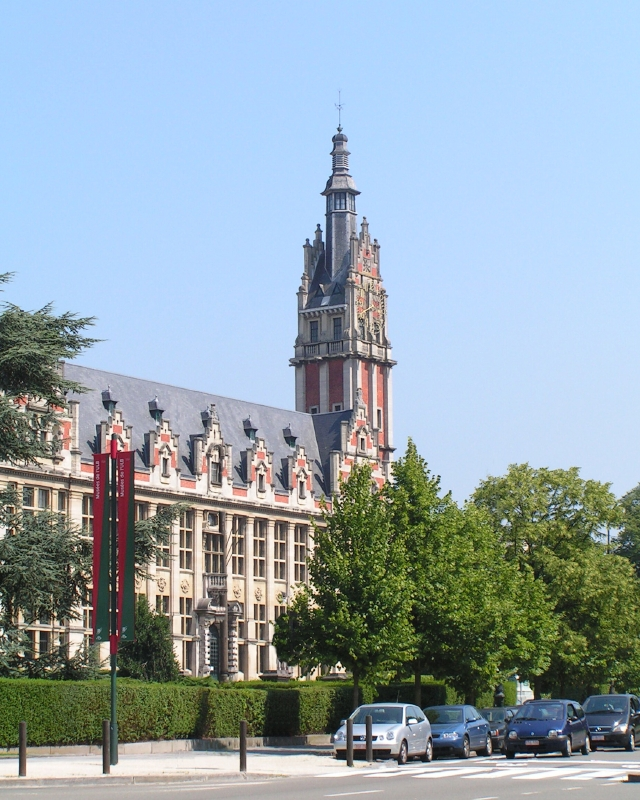
Головна будівля кампусу Солбош

ULB включає три основні кампуси: кампус Solbosch на території муніципалітетів Брюсселя та Ікселя в Брюссельському столичному регіоні, кампус Plaine в Ікселі та кампус Erasmus в Андерлехті, поруч із лікарнею Erasmus.
Головним і найбільшим кампусом університету є Сольбош, де розміщені адміністрація та загальні служби університету. Він також включає більшість факультетів гуманітарних наук, Політехнічну школу, велику бібліотеку соціальних наук, а також музеї ULB, Музей зоології та антропології, виставковий зал Альєнде та М. Де Гелдероде Музей.
Університет також має будівлі та діяльність у брюссельському муніципалітеті Одергем та за межами Брюсселя, у Шарлеруа в науковому парку Аерополь та Нівелі.

## Факультети та інститути
- Інститут європейських досліджень [14]
- Міжфакультетська школа біоінженерії
- Школа громадського здоров'я
- Вищий інститут фізичного виховання та кінезіотерапії
- Інститут наук про роботу
- Інститут статистики та оперативних досліджень
- Інститут астрономії та астрофізики ім
- Брюссельська школа економіки та менеджменту Solvay
- Факультет наук

## Дослідження
У центрі Вільного університету Брюсселя є щонайменше 2000 докторантів і близько 3600 дослідників і викладачів, які працюють у різних наукових галузях і проводять передові дослідження.
Проекти цих вчених охоплюють теми, які стосуються точних, прикладних і гуманітарних наук, а дослідники в центрі ULB були нагороджені численними міжнародними нагородами та визнаннями.

## Видатні випускники

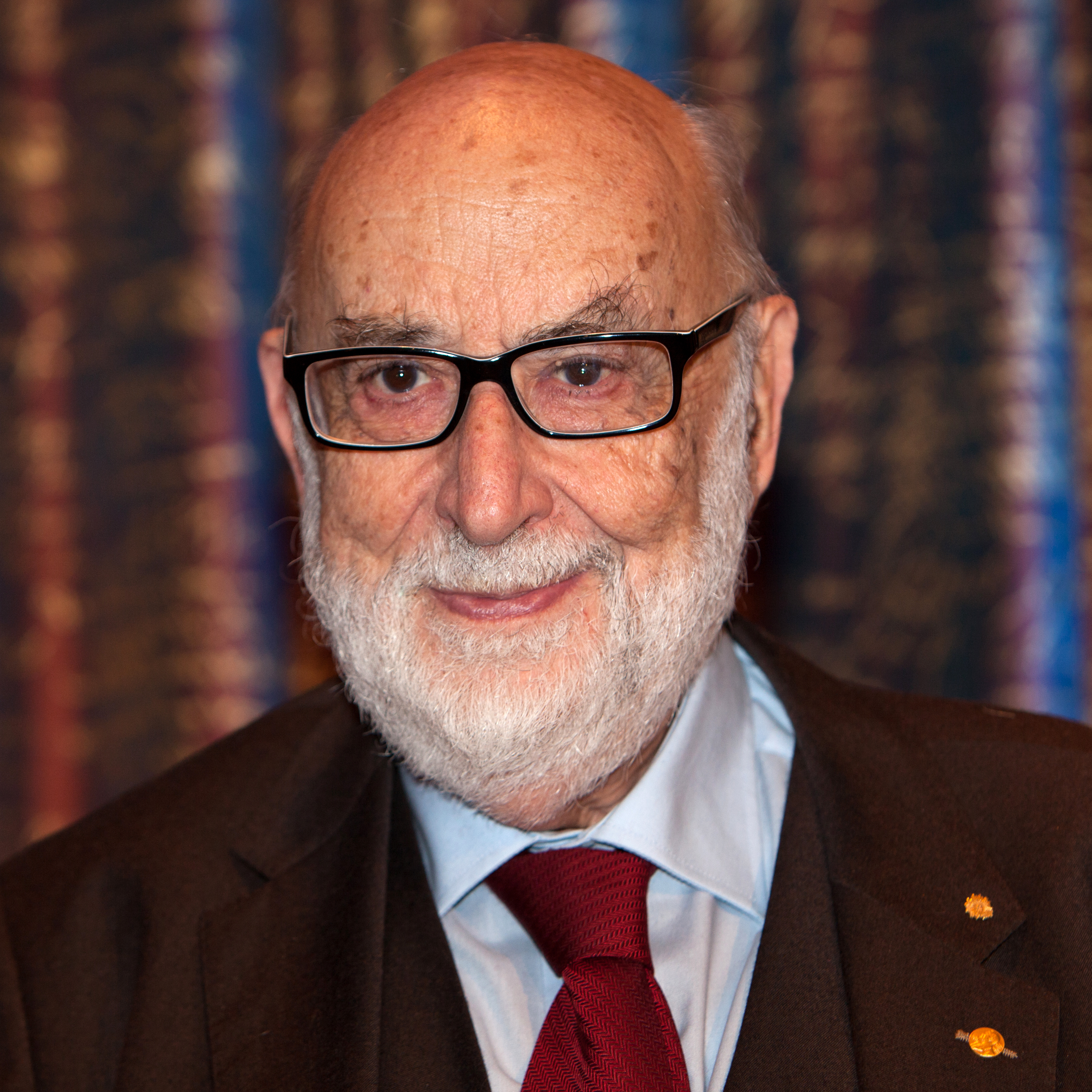
Франсуа Енглер, Нобелівська премія з фізики (2013)
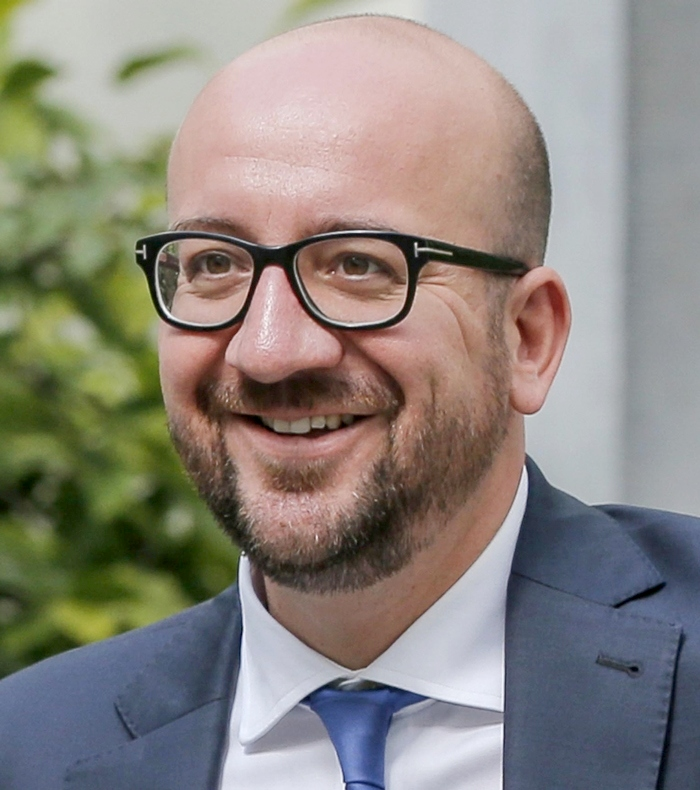
Шарль Мішель, прем'єр-міністр Бельгії
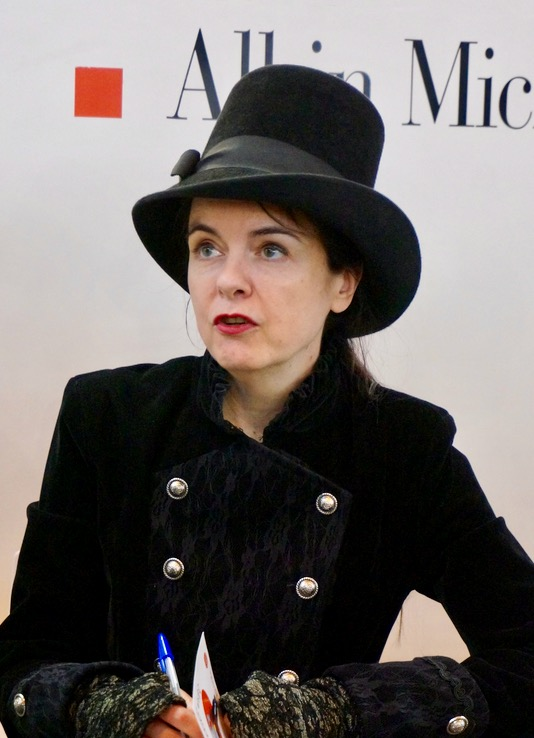
Амелі Нотомб, бельгійська франкомовна письменниця

## Лауреати Нобелівської премії
Інформацію про видатних викладачів і випускників до 1970 року див. у Вільному університеті Брюсселя.
- Ілля Пригожин (нар. 1917–2003): Нобелівська премія з хімії 1977 року.
- Франсуа Енглер (нар. 1932): Нобелівська премія з фізики 2013 року.
- Деніс Муквеге (нар. 1955): Нобелівська премія миру 2018 року.